# Revel-Tourdan
Revel-Tourdan is een gemeente in het Franse departement Isère (regio Auvergne-Rhône-Alpes). De plaats maakt deel uit van het arrondissement Vienne. Revel-Tourdan telde op 1 januari 2022 1.050 inwoners. 

## Geografie
De oppervlakte van Revel-Tourdan bedroeg op 1 januari 2022 11,62 vierkante kilometer; de bevolkingsdichtheid was toen 90,4 inwoners per km².

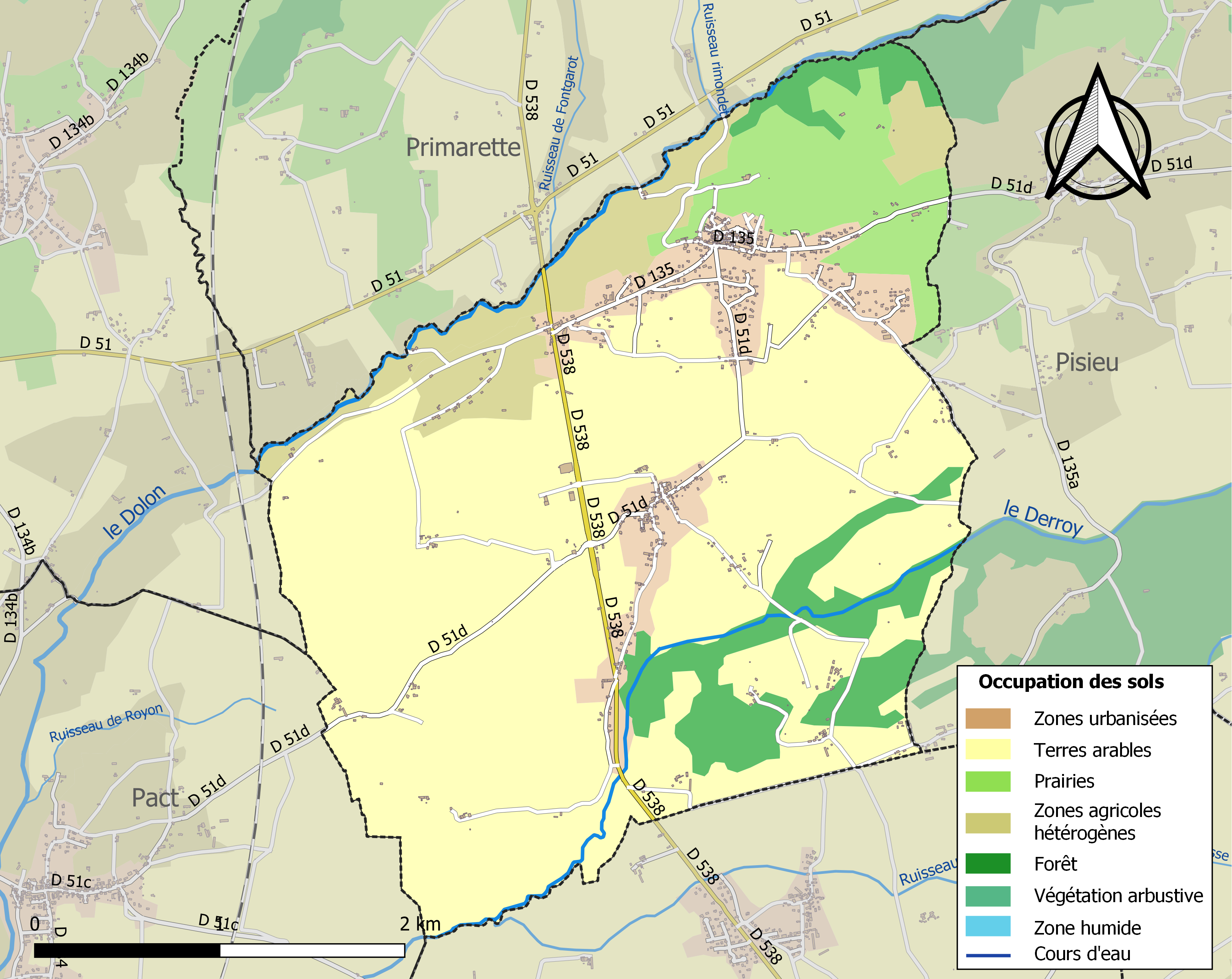
Kaart van de gemeente met de belangrijkste infrastructuur, bodemgebruik en omliggende gemeenten

## Demografie
Onderstaande figuur toont het verloop van het inwonertal (bron: INSEE-tellingen).